# Malnigal
Malnigal serait selon certains chercheurs le nom de la princesse babylonienne qui fut au XIVe siècle av. J.-C. la dernière épouse du roi hittite Suppiluliuma ier. Ce personnage apparaît dans la littérature hittite désigné par son titre, Tawananna « Reine », aussi son nom n'est pas connu avec certitude.

## Vie
Cette reine des Hittites était à l'origine une princesse babylonienne, la fille du roi de la dynastie kassite de Babylone Burna-Buriash ii.
Le lignage de la famille royale hittite n'est pas bien assuré. Selon certains récits, la reine Daduhepa est l'épouse de Tudhaliya ii et mère de Suppiluliuma ier ; Henti est alors la première épouse de ce roi et la princesse babylonienne la seconde. Selon d'autres versions, Daduhepa est la première épouse de Suppililiuma ier, Henti la seconde et la princesse babylonienne le troisième épouse.
Quoi qu'il en soit, Suppiluliuma ier aurait répudié et exilé Henti, sa précédente épouse, pour épouser la princesse babylonienne : il aurait peut-être souhaité, par ce geste diplomatique, se concilier son puissant voisin, le roi de Babylone, dans ses visées sur le royaume de Mittani. Après la mort de Henti, la princesse babylonienne hérita en tout cas du titre de Tawananna, c'est-à-dire de reine en titre.
Suppiluliuma eut de nombreux fils : Arnuwanda ii, Télipinu, Piyassilis, Zannanza et Mursili ii, le premier et le dernier d'entre eux ayant accédé au trône de l'empire. Toutefois, il est difficile de savoir de quel mariage chacun est né.
La reine d'origine babylonienne survécut à Suppiluliuma ier et exerça la régence, briévement sous Arnuwanda ii (de 1323 à 1322) puis sous son beau-fils Mursili ii. Sa rivalité et ses désaccords avec la reine-régente conduisirent ce roi à tenter de se débarrasser d'elle dans ce qu'on appelle « l'affaire de la Tawananna » : Mursili ii accusa la reine de prodigalité, d'avoir un langage incompréhensible, d'être une sorcière et d'avoir été cause de la mort de son épouse Gassulawiya ; elle aurait introduit des coutumes étrangères, des cultes babyloniens  et même la prostitution jusque dans le palais. Un oracle lui ayant suggéré d'assassiner la reine ; il lui laissa la vie sauve mais tenta de la dégrader de son titre de Tawananna et de l'éloigner du palais. Il semble toutefois qu'elle continua d'y exercer son influence.

## Lignage
L'arbre généalogique ci-dessous est une reconstruction possible, parmi d'autres, du lignage de la famille royale de l'empire hittite. La nomenclature des souverains, les liens de parenté demeurent obscurs par de nombreux aspects,,.